# Göltzschtalbrücke

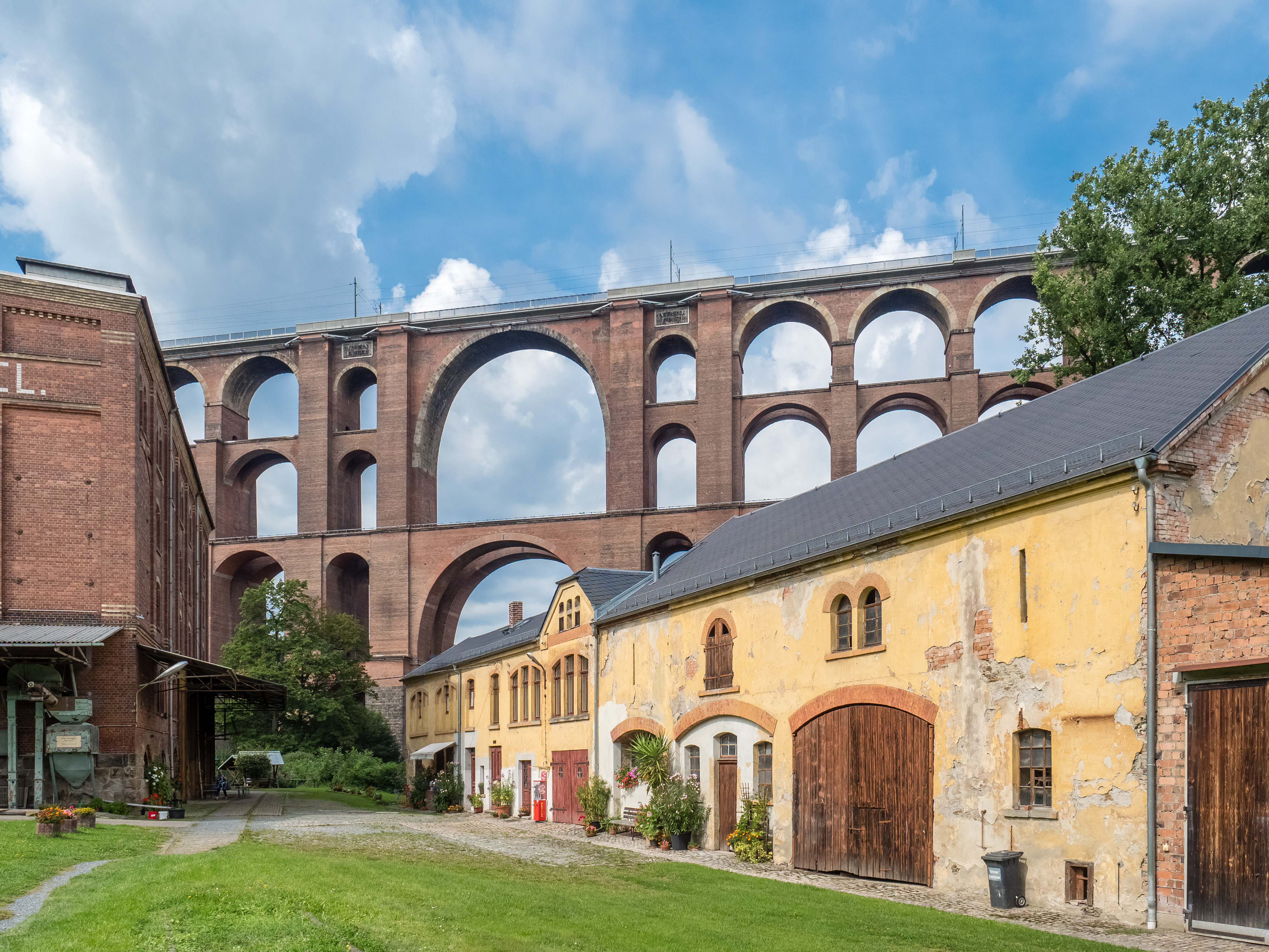
Blick auf die Göltzschtalbrücke

Die Göltzschtalbrücke ist eine Eisenbahnbrücke im sächsischen Vogtlandkreis. Sie ist die größte Ziegelstein-Brücke der Welt. Das Viadukt mit insgesamt 98 Bögen gilt als Wahrzeichen des Vogtlandes und überspannt zweigleisig auf der Bahnstrecke Leipzig–Hof das Tal der Göltzsch zwischen den Orten Reichenbach im Vogtland (Ortsteil Mylau) und Netzschkau.
Gemeinsam mit der ähnlichen, aber kleineren Elstertalbrücke, die sich 10 Kilometer südwestlich der Göltzschtalbrücke befindet, begann 1846 die Sächsisch-Bayerische Eisenbahn-Compagnie mit dem Bau der 78 Meter hohen Bogenbrücke. Im folgenden Jahr übernahm die Sächsisch-Bayerische Staatseisenbahn den Weiterbau und stellte am 15. Juli 1851 beide Brücken gleichzeitig fertig. Damit war, zwei Jahre nach der Verbindung von München nach Hof und vier Jahre nach den Verbindungen von Berlin nach Köln und Wien auch die Bahnverbindung von Berlin nach München durchgängig befahrbar.

## Geschichte

### Planung und Bau

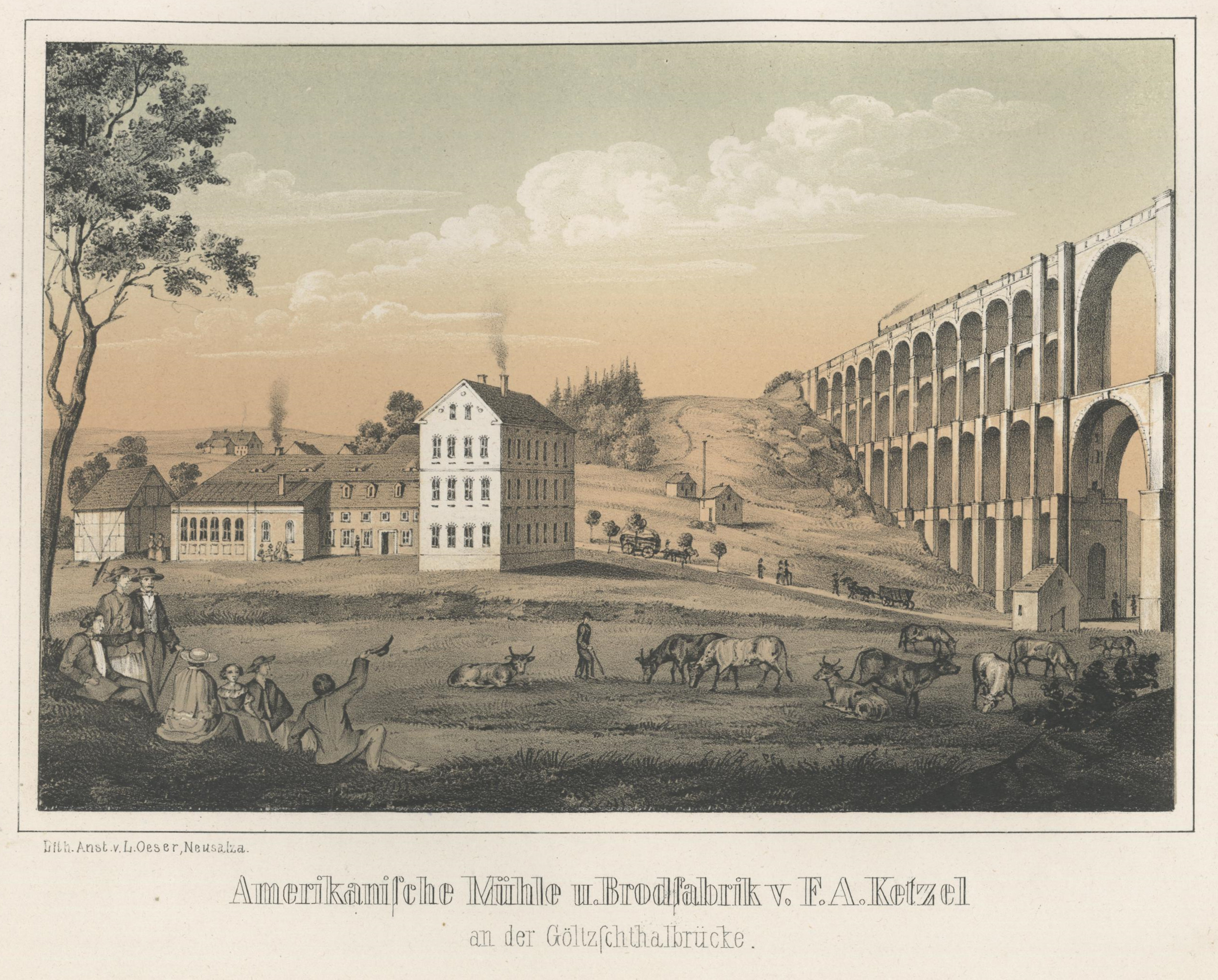
Göltzschtalbrücke mit Amerikanischer Mühle und Brodfabrik F. A. Ketzel, 1856

Bei dem Bau der Bahnstrecke Leipzig–Hof, die, heute Sachsen-Franken-Magistrale genannt, von Leipzig über Plauen und Hof bis nach Nürnberg führt, musste als eine der größten Herausforderungen das Tal der Göltzsch überwunden werden. Da die Sächsisch-Bayerische Eisenbahngesellschaft nur über wenig Geld verfügte, wurde versucht, am 27. Januar 1845 mittels eines Wettbewerbs in allen großen deutschen Zeitschriften mit 1000 Talern Preisgeld eine günstige Möglichkeit für den Bau einer Talbrücke zu finden. Es gingen 81 Vorschläge ein, jedoch konnte keiner davon mittels statischer Berechnungen nachweisen, den Belastungen des geplanten Eisenbahnverkehrs gewachsen zu sein. Das Preisgeld wurde daraufhin auf vier Vorschläge aufgeteilt, aber keiner davon tatsächlich realisiert.

Wettbewerbsvorschläge
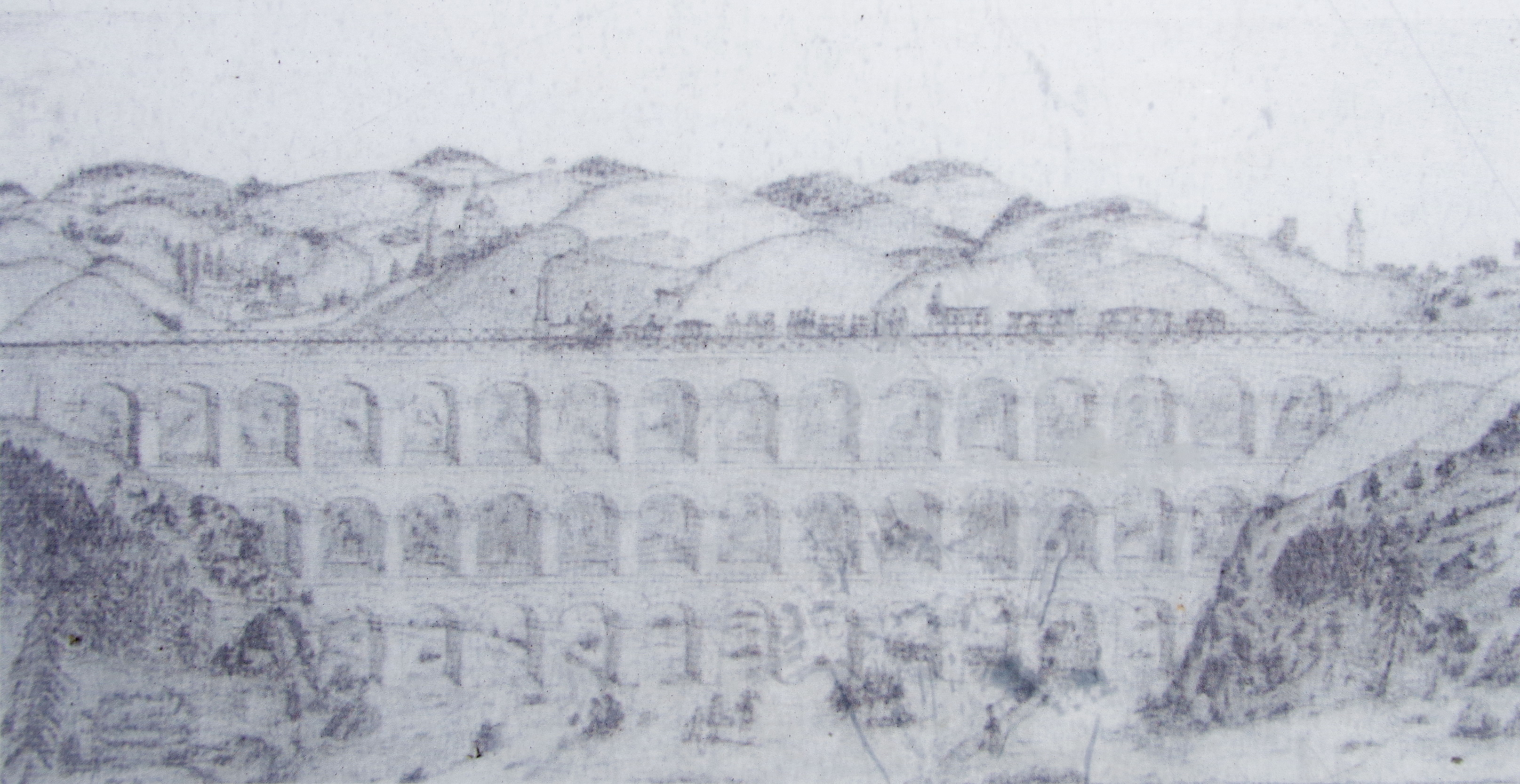
Dreistöckiger Entwurf von Wilhelm F. Götze
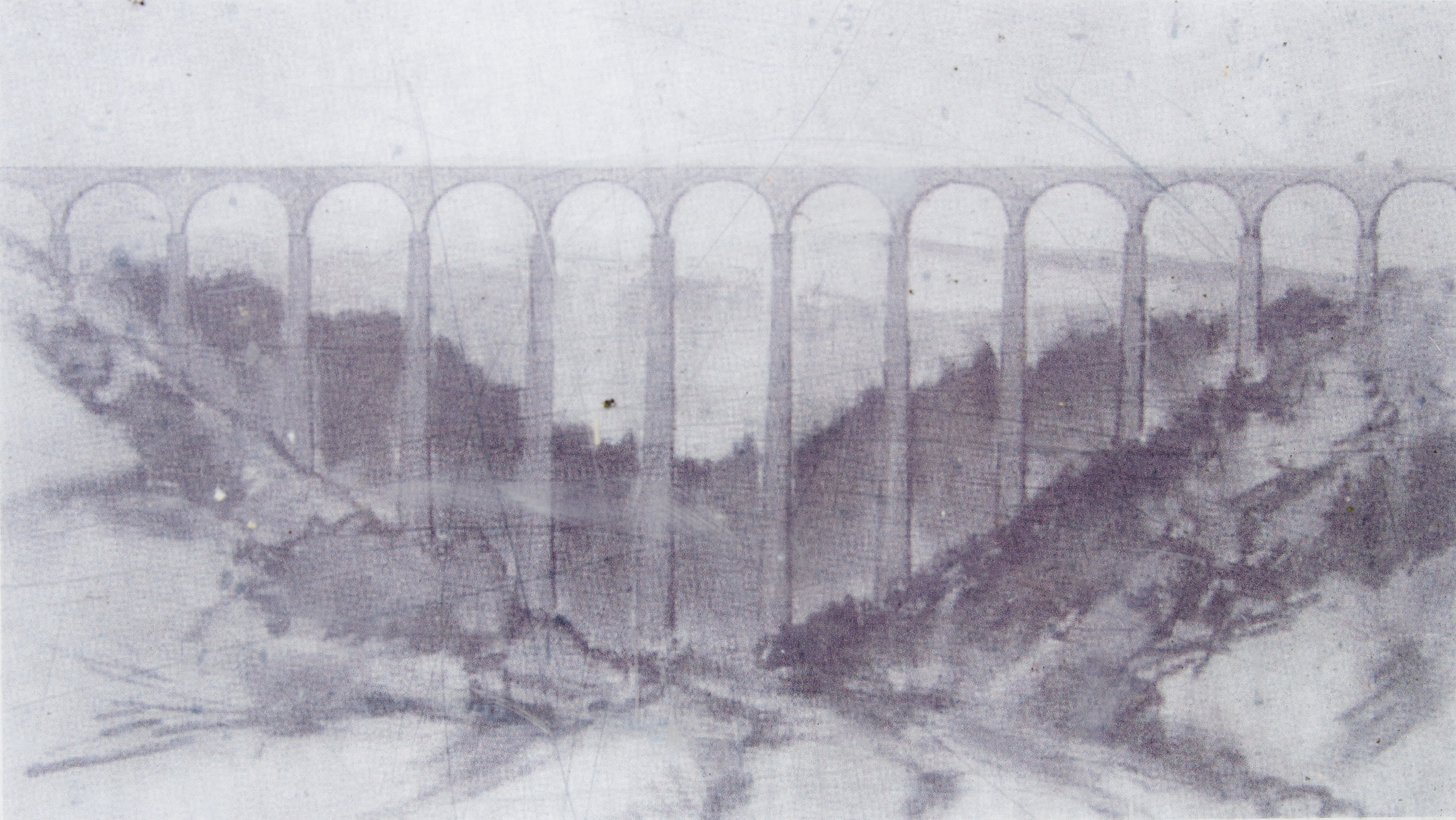
Entwurf mit weit gespannten Bögen, Holzkonstruktion und gemauerten Pfeilern
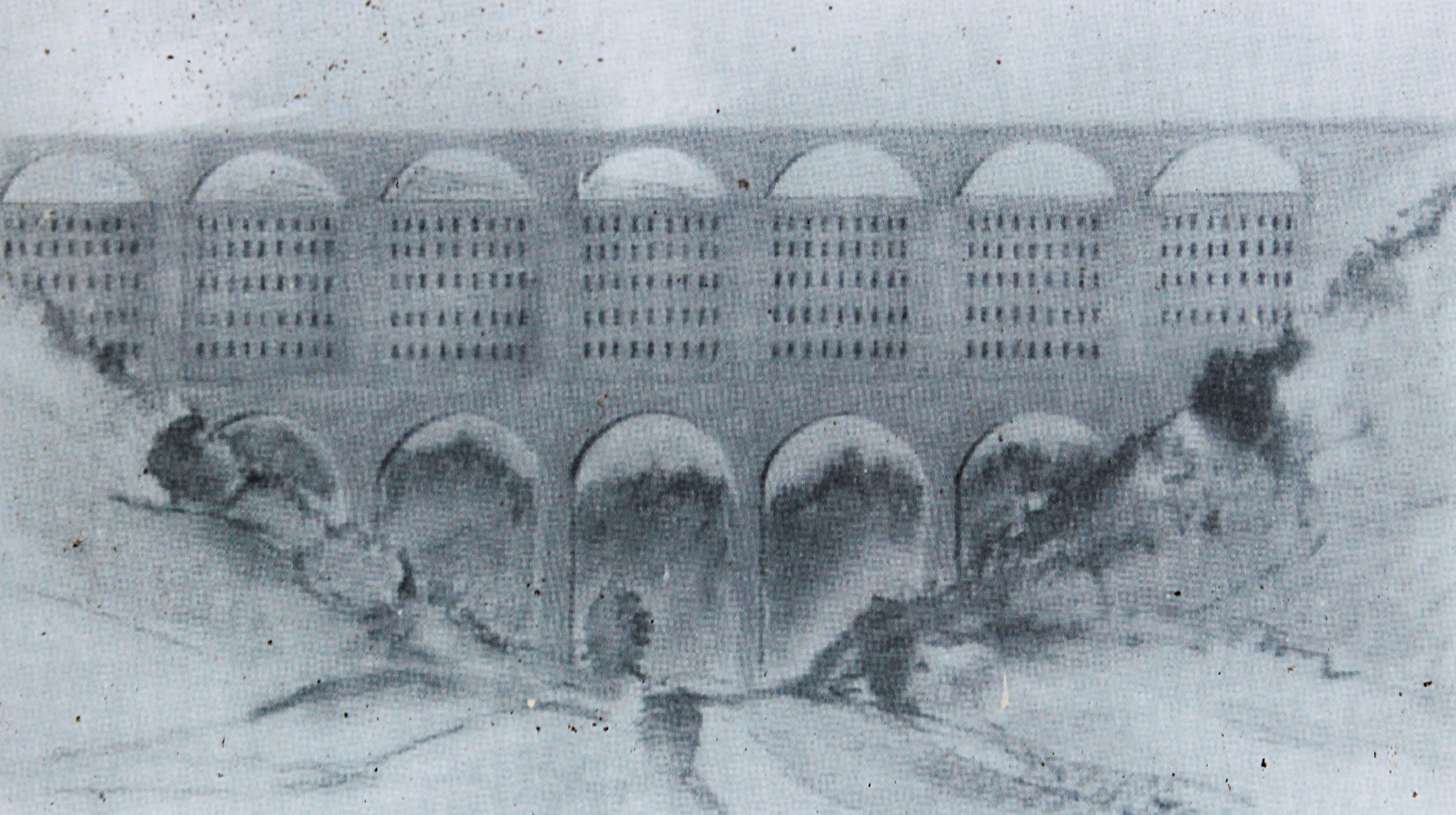
Wettbewerbsidee: Projekt mit eingebauter Gefängnisanstalt

Der Leiter der Prüfungskommission, Professor Johann Andreas Schubert, entwarf daraufhin unter Berücksichtigung seiner eigenen Erfahrungen mit statischen Berechnungen vor allem beim Bau des im Verlauf derselben Bahnstrecke bereits im Sommer 1845 fertiggestellten Viaduktes in Leubnitz selbst eine Lösungsmöglichkeit und verwendete dabei auch einzelne Anregungen aus den eingegangenen Vorschlägen. Seine Berechnung erfolgte auf der Grundlage der neuen, mathematisch begründeten Stützlinientheorie. Damit wurde die Brücke die erste statisch berechnete der Welt. Der Planer sah als hauptsächlichen Baustoff Ziegel vor, weil in der Region große Lehmvorkommen vorhanden waren und somit Ziegel kostengünstig und schnell beschafft werden konnten. Nur an einigen besonders stark beanspruchten Stellen plante er die Verwendung von Granit. Sechs Jahre vorher, 1839/1840, war südöstlich von Manchester der fast ebenso lange (547,2 m), aber deutlich niedrigere (33,85 m) Stockport Viaduct in nur 21 Monaten Bauzeit aus Backstein errichtet worden. Und bei dem gerade fertig gewordenen Viadukt in Leubnitz bestand die untere Hälfte der Pfeiler aus Steinquadern, der obere Teil mit den Bögen aus Backstein, ähnlich bei zwei im selben Jahr erstellten weiteren Viadukten südlich von Werdau.

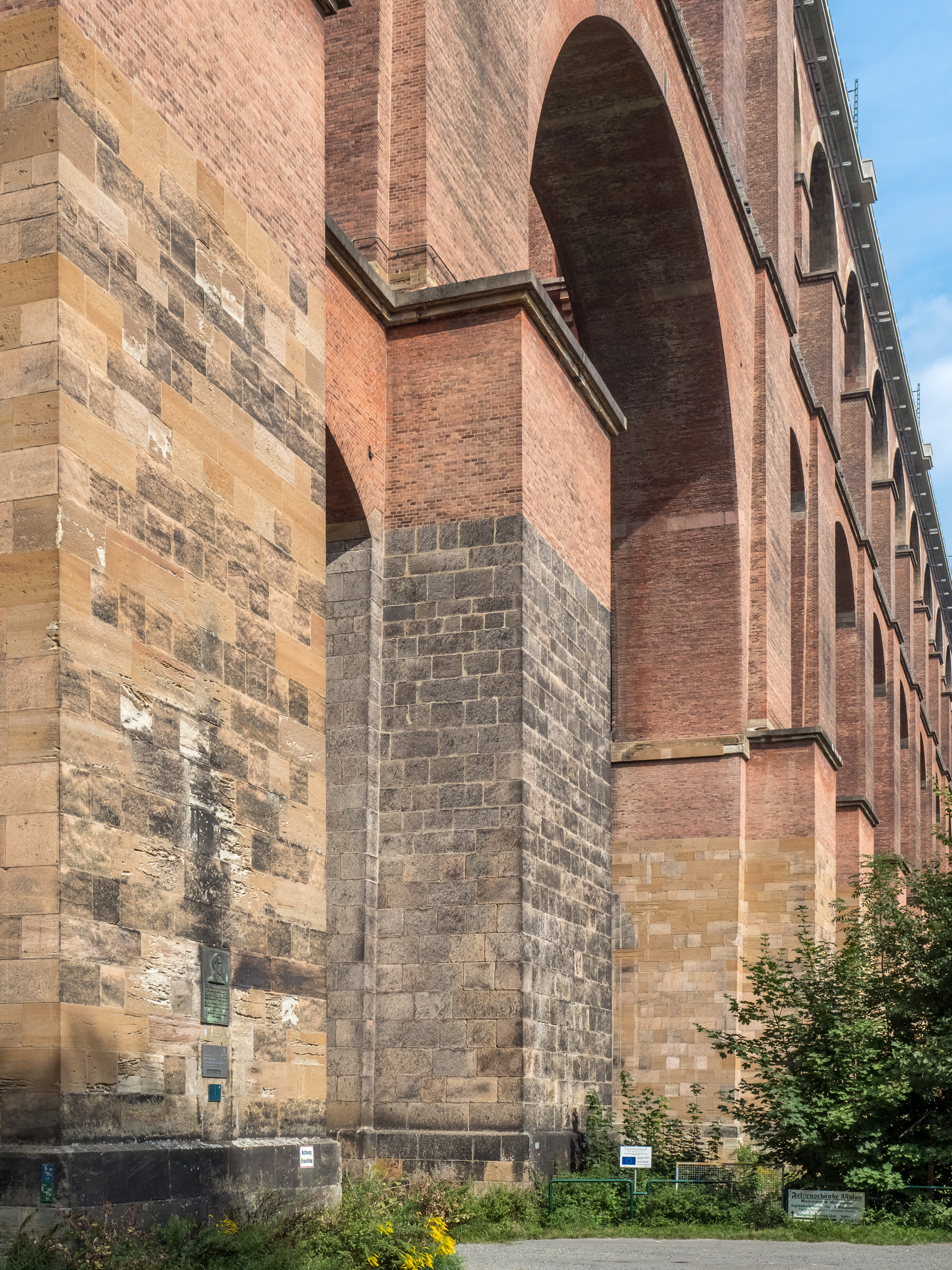
Detailaufnahme mit Übergang von Werkstein- auf Ziegelmauerwerk

Die Grundsteinlegung fand am 31. Mai 1846 in der Baugrube des ersten Pfeilers rechts der Göltzsch statt. Nach Baubeginn musste die Planung geändert werden, da einige technische Schwierigkeiten auftauchten. Unter anderem war der vorgefundene Baugrund im Tal nicht so fest wie vorher angenommen, weshalb die ursprünglich geplanten gleichmäßigen Bögen nach einem Entwurf von Oberingenieur Robert Wilke durch einen mittigen und wesentlich größeren Bogen ersetzt wurden. Wilke, dessen Quartier sich in Reichenbach befand, hatte als Oberbauleiter nach dem von ihm mitgeschaffenen Entwurf die Ausführungszeichnungen, die Material- und Kostenberechnungen sowie den Bauablauf zu fertigen. Die Bauleitung vor Ort übernahm der Ingenieur Ferdinand Dost.:S. 21–22 An Stelle von Segment- bzw. Halbkreisbögen wurden die beiden mittleren Bögen als statisch günstigere Parabolbögen ausgebildet.:S. 29 „Beim Bau wurde ein Spezialmörtel verwendet, ein Gemisch aus Kalk, Sand, Ziegelmehl, Alaunschieferschlacke und Wasser.“ Der Reichenbacher Apotheker Heinrich Carl hatte diesen Mörtel für das Bauwerk entwickelt.
Die Göltzschtalbrücke war eine für ihre Zeit außergewöhnliche Großbaustelle. Für den Bau wurden täglich 50.000 Ziegel im ungewöhnlichen Dresdner Format = 11 3⁄4″ × 5 3⁄4″ × 2 3⁄4″ (in Sächsischem Zoll = 2,36 cm; das entspricht 27,73 cm × 13,57 cm × 6,49 cm) von fast 20 Ziegeleien entlang der Bahnstrecke gebrannt. Das Baugerüst verbrauchte 23.000 Bäume, andere sprechen von 230.000 Baumstämmen. Insgesamt waren 1736 Arbeiter mit dem Bau beschäftigt. Während des Baus starben bei Unfällen 31 Arbeiter. 1302 Personen mussten ärztlich behandelt werden.:S. 47
Bis zur Fertigstellung im Jahre 1851 wurden ca. 26 Millionen Ziegel verbaut, an Spitzentagen 150.000.
Am 14. September 1850 führte König Friedrich August II. die traditionellen Hammerschläge bei der Schlusssteinsetzung des oberen großen Bogens aus. Am 12. Juli 1851 war die Belastungsprobe.
Die Einweihungsfeier folgte am 15. Juli 1851. Zur Eröffnung des letzten Teilstücks der Bahnstrecke von Leipzig nach Hof, Reichenbach–Plauen mit der Elstertal- und der Göltzschtalbrücke, fuhr ein Festzug, gezogen von der Lokomotive Göltzschtal der Sächsischen Maschinenfabrik, von Leipzig nach Plauen. Zu den Fahrgästen gehörten der Fürst von Reuß-Greiz und Prinz Albert von Sachsen, in Vertretung für den durch eine Italienreise verhinderten König. Die als Staatsakt gestaltete Veranstaltung hatte rund 200 Teilnehmer, davon waren 59 aus Dresden.:S. 43 Auf dem Damm dicht vor der Göltzschtalbrücke hielt der Zug inmitten einer großen Volksmenge. Dort überreichte Wilke Prinz Albert eine Zeichnung der Göltzschtalbrücke. Der Festzug fuhr weiter über die Brücke bei Musik und Böllerschüssen bis zur Elstertalbrücke, wo die eigentliche Einweihungsfeier stattfand; dabei wurden Ansprachen gehalten von Finanzminister Johann Heinrich August von Behr, der auf die Bedeutung des Tages hinwies und dem großen Baumeister dankte, und dem Direktor der Sächsisch-Bayerischen Staatseisenbahn, Regierungsrat Schill, der über die Bedeutung der nun vollendeten Bauwerke sprach. Prinz Albert zeichnete den Major Wilke mit dem Ritterkreuz und den Ingenieur Dost mit dem Kleinkreuz des Verdienstordens aus. Professor Schubert, der Ende August 1847 von seiner Mitarbeit entpflichtet worden war, erhielt keinen Orden.

„Der Oberingenieur Major Wilken übergab den Riß der Göltzschtalbrücke zu Händen des Prinzen Albert, welcher ihn dem Staatsminister Behr und dieser wiederum dem Direktor der Sächsisch-Baierschen Staatseisenbahn, Regierungsrath Schill, aushändigte, worauf Staatsminister Behr den Gefühlen für den König von Sachsen erhebenden Ausdruck verlieh und die Anwesenden ein dreifaches in den Bergen widerhallendes Hoch auf den König ausbrachten. Unter dem Klange der Musik und der Böllerschüsse und dem Jubel der von allen Seiten auf das zahlreichste herbeiströmenden Zuschauer überschritt der Zug die Brücke.“

Vier Personenzüge und zwei Güterzüge verkehrten über die Brücke nach dem ersten Fahrplan, der am 16. Juli 1851 in Kraft trat. Bei ihrer Fertigstellung war die Göltzschtalbrücke die höchste Eisenbahnbrücke der Welt; sie gilt als die weltweit größte Ziegelbrücke.

### Beteiligte Personen
- Johann Andreas Schubert (1808 – 1870) – Leiter der Prüfungskommission, Entwurf der Brücke und Berechnung der Statik. Nach dem Ende des Dresdner Maiaufstandes 1849 war Schubert bei Sachsens Regierung in Ungnade gefallen. Er wurde von seinen Aufgaben entbunden und zur Einweihung am 15. Juli 1851 nicht eingeladen. Erst 1859 wurde Schubert rehabilitiert und mit dem Sächsischen Zivilverdienstorden ausgezeichnet.[11] Seit 1958 erinnert an der Göltzschtalbrücke eine Gedenktafel aus Bronze an ihn.[12]
- Oberingenieur Robert Wilke (1804–1889) – Ausführungsplanung und Oberbauleitung
- Ingenieur Ferdinand Dost (1810–1888) – Bauleiter
- Ingenieur Friedrich August von Pauli (1802–1883) – Gutachter
- Apotheker und Chemiker Heinrich Carl – Mörtelentwicklung
- bis zu 1736 Arbeiter gleichzeitig, davon verloren 31 beim Bau der Brücke ihr Leben

### Weitere Geschichte
1930 wurde mithilfe einer neuen Fahrbahnwanne aus Stahlbeton der Gleisabstand auf vier Meter vergrößert und die Brücke bei einer Vergrößerung des lichten Abstandes zwischen den Brüstungen von 7,9 Meter auf 9,0 Meter mit einer neuen Brüstung versehen.
Die in den letzten Kriegstagen des Zweiten Weltkriegs von der Wehrmacht bereits geplante Sprengung fand nicht mehr statt.
Von 1955 bis 1958 wurde das Mauerwerk saniert, bis 1977 wurden dann noch kleinere Arbeiten wie das Anbringen von Stahlblechabdeckungen durchgeführt.

### Aktuelles

Panorama der Göltzschtalbrücke

Die Göltzschtalbrücke ist heute ein Teil der sogenannten Sachsen-Franken-Magistrale. Sie erlaubt Neigetechnikzügen, die kurvenreiche Strecke mit bis zu 160 km/h zu befahren, ansonsten mit 120 km/h.
Entlang der Brücke winden sich beschilderte Wege, auf denen sich die Größe des Bauwerks erleben lässt. In der Nähe der Brücke befand sich bis 2013 ein Fesselballon, der bis auf 150 Metern Höhe steigen konnte. Von dort aus reichte der Blick bis zum nahegelegenen Schloss Netzschkau und zur Burg Mylau. Der Ballonbetrieb, der ab Mitte August 2007 eingestellt war, wurde im Juli 2011 wieder aufgenommen und steht nun wieder still (Stand: 2015). Eine Wiederaufnahme des Betriebes ist derzeit nicht geplant. Am Fuße der Brücke befinden sich zwei Biergärten.
Die Freifläche vor der Brücke wird teilweise für Open-Air-Veranstaltungen wie Philharmonic Rock, Rock für ein buntes Vogtland usw. genutzt. Die Brücke bietet, vor allem in den Abendstunden mit Beleuchtung, eine beeindruckende Kulisse.
Berüchtigt ist die Brücke deshalb, weil sich in der über 150-jährigen Geschichte immer wieder Menschen durch einen Sprung in die Tiefe das Leben nahmen. Im August 2001 stürzten sich drei aus dem nahegelegenen Reichenbach im Vogtland stammende Jugendliche in den Tod. Der 2002 erschienene Dokumentarfilm Teuflische Spiele zeigt das Leben der hinterbliebenen Freunde und ihre Versuche, das Geschehene zu verstehen. Nach acht Suiziden in acht Monaten im Jahr 2002 wird die Brücke heute verstärkt von der Bundespolizei überwacht.
In den Jahren 2006 bis 2008 wurde eine neue Befahranlage für Wartungsarbeiten errichtet. Die DB Netz investierte 2,2 Millionen Euro.
Im Juni 2009 wurde die Brücke von der Bundesingenieurkammer nach dem Schiffshebewerk Niederfinow (2007) zum zweiten Historischen Wahrzeichen der Ingenieurbaukunst erklärt.
Im Zuge der Elektrifizierung des Abschnitts Reichenbach – Hof war die Brücke von Mitte 2010 bis Anfang 2012 nur eingleisig befahrbar. Bei den Arbeiten erfolgte zur Vergrößerung der lichten Breite zwischen den Geländern von 9,0 Meter auf 10,6 Meter der Einbau eines neuen Gleistragwerkes, das mit 650 Stahlbeton-Halbfertigteilen und einer Ortbetonergänzung hergestellt wurde. Die 22 Fahrleitungsmaste wurden auf dem Gleistragwerk in den Pfeilerachsen angeordnet und durch gestaltete Kanzeln betont. Zur Vermeidung von Schneeverwehungen im Winter wurde ein mit Gitterrostelementen gefülltes Geländer errichtet, das aus der Entfernung betrachtet den Eindruck einer geschlossenen Brüstung vermittelt. Für die Bauarbeiten wurde ein bis zu 78 Meter hohes und 800 Tonnen schweres Arbeits- und Schutzgerüst installiert.
Im Juli 2020 beschloss der Stadtrat der Großen Kreisstadt Reichenbach im Vogtland einstimmig die Bewerbung der Göltzschtalbrücke als UNESCO-Welterbe. Sie wäre damit nach der Montanregion Erzgebirge und dem Fürst-Pückler-Park Bad Muskau die dritte Welterbestätte im Freistaat Sachsen.

## Weitere Technische Daten

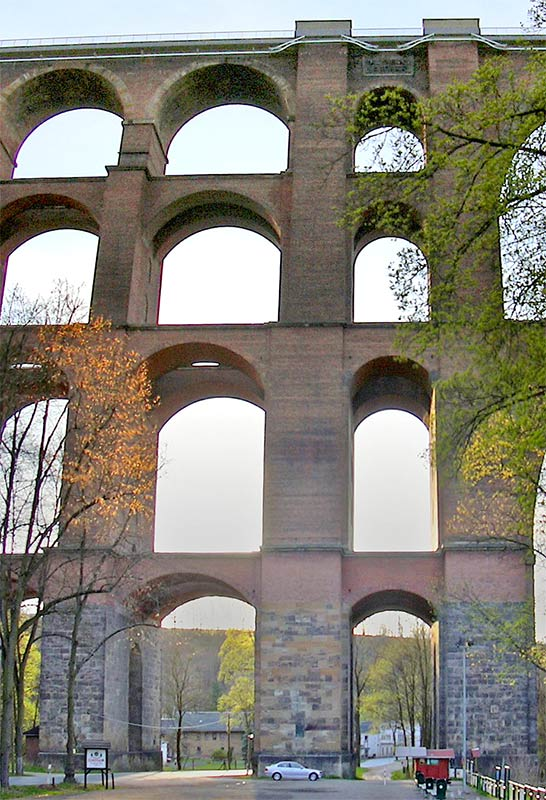
Größenvergleich mit einem Pkw

| Höhe                   | Höhe                | 78 m in teilweise 4 Etagen mit 98 Gewölben                               |
| Breite                 | Überbau             | - bei Bau: 7,70 m - ab 1930: 9 m - seit 1970ern 9,30 m - ab 2011 11,92 m |
| Breite                 | vierte Bogenetage   | 7,93 m                                                                   |
| Breite                 | unten               | 23 m, 76 Quergewölbe                                                     |
| Anzahl Ziegel          | Anzahl Ziegel       | 26.021.000 im Dresdner Format (27,7 cm × 13,6 cm × 6,5 cm)               |
| Sandverbrauch          | Sandverbrauch       | 17.089 m³                                                                |
| Volumen des Mauerwerks | Ziegelmauerwerk     | 71.671 m³ (52 %)                                                         |
| Volumen des Mauerwerks | Werksteinmauerwerk  | 48.261 m³ (36 %)                                                         |
| Volumen des Mauerwerks | Bruchsteinmauerwerk | 15.745 m³ (12 %)                                                         |
| Volumen des Mauerwerks | Gesamt              | 135.676 m³                                                               |
| Baukosten              | Baukosten           | ca. 2 Millionen Taler (6,6 Millionen Goldmark)                           |

## Verschiedenes

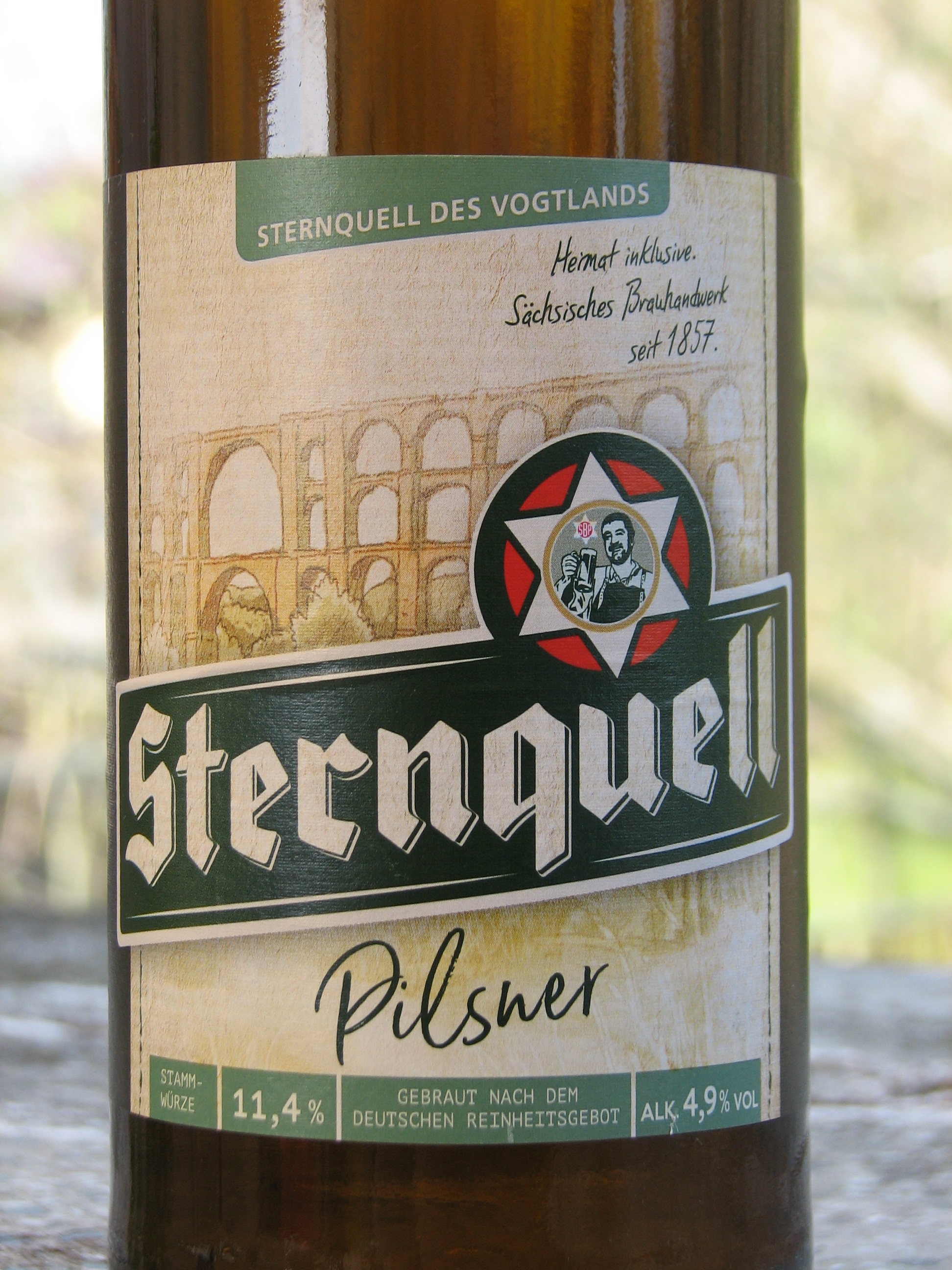
Sternquell-Pilsner mit der Göltzschtalbrücke auf dem Etikett, April 2021

- Der Bahnhof Göltzschtalbrücke, 1895 als Station Mylau Haltestelle eröffnet, lag unterhalb der Brücke und war von dem über die Brücke führenden Schienenweg aus nur auf Umwegen zu erreichen. Der Kopfbahnhof verband zwei Nebenstrecken, die von Reichenbach Oberer Bahnhof und von Lengenfeld (Vogtland) kamen. Seine Gleisanlagen wurden um die Jahrtausendwende demontiert.
- 1976 gab die Deutsche Post der DDR eine Sondermarke zu 25 Pf.[22] in der Serie Brücken in der DDR vom Göltzschtal-Viadukt heraus.[23] 1999 veröffentlichte die Deutsche Post AG die Briefmarke Göltzschtalbrücke zu 110 Pf.[24] aus der Serie Brücken.[25]
- Das Bierflaschen-Etikett der Sternquell-Brauerei u. a. auf ihrem Pilsner-Bier zeigt eine Zeichnung der Göltzschtalbrücke (die jedoch nicht namentlich erwähnt wird) – und wirbt mit der Bekanntheit dieses vogtländischen Wahrzeichens (Stand: April 2021).[26]
- Der deutsche Fernsehsender ZDF machte die Göltzschtalbrücke zur Kulisse einer sechsteiligen Anwaltsserie mit dem Titel Mandat für Mai.[27] Die Erstsendung der Fernsehserie begann am 21. März 2024 und lief zur Hauptsendezeit.[28]

## Weitere Viadukte und Brücken
- Liste der Brücken in Sachsen
- Himbächel-Viadukt, ebenfalls historisches Wahrzeichen der Ingenieurbaukunst in Deutschland

## Filme

### Reportagen
- Das Wunder vom Göltzschtal. Dokumentarfilm, Deutschland, 2017, 29:35 Min. (neuere Version: 2022, 45 Min.), Buch und Regie: Stephan Heise, Produktion: MDR, Reihe: Der Osten – Entdecke wo du lebst, Erstsendung: 9. Januar 2018 bei MDR, Inhaltsangabe von MDR, (Memento vom 8. Februar 2022 im Internet Archive).
- Neben der Spur – Baustelle Göltzschtalbrücke. Fernseh-Reportage, Deutschland, 2011, 30 Min., Buch und Regie: Robert Mönch[29], Produktion: MDR, Redaktion: MDR Sachsenspiegel, Erstsendung: 8. Juni 2011[30] bei MDR-Fernsehen, Inhaltsangabe von ARD.
- Eisenbahnbrücken – Wunderwerke der Baukunst. Dokumentarfilm, Deutschland, 2001, 27 Min., Buch: Bettina Bansbach und Inge Kalisch, Moderation: Hagen von Ortloff, Produktion: SWR, Reihe: Eisenbahn-Romantik, Folge 401, Erstsendung: 25. Februar 2001 beim SWR-Fernsehen, Inhaltsangabe von fernsehserien.de.

### Spielfilme
- Mandat für Mai. Fernsehserie mit sechs Folgen à 43 Min., Deutschland, 2024, Produktion: ZDF, Erstausstrahlung: ab 21. März 2024. Anwaltsserie um eine junge, engagierte Berliner Anwältin, die für einen rechtlichen Termin ins Vogtland reist und spontan beschließt, dort zu bleiben.[28]